# أفياكونفيرسيا
Aviaconversiya هي شركة روسية تصنع أنظمة للتشويش على أجهزة أو إشارة نظام التموضع العالمي (GPS). يعتقد أن روسيا زودت العراق بهذا النظام لتستعمله حول بغداد مما دفع التحالف للبحث عن طرق لجي بي أس مقاوم أكثر للتشويش.